# Tomás Polo Poveda
Tomás Polo Poveda (Sogorb, 23 de juliol de 1962) és un advocat i polític valencià, diputat a les Corts Valencianes en la VI Legislatura.
Llicenciat en dret i militant del PSPV-PSOE, fou escollit regidor a l'ajuntament de Sogorb i diputat a les eleccions a les Corts Valencianes de 2003. Ha estat secretari de la Comissió de Governació i Administració Local de les Corts Valencianes.